# Timothy Cherigat
Timothy Cherigat (Chekorio, 29 december 1976) is een Keniaanse langeafstandsloper, die is gespecialiseerd in de marathon.

## Loopbaan
Cherigat was de winnaar van de 108e Boston Marathon die in 2004 werd gehouden. Hij won deze wedstrijd in een tijd van 2:10.37 op een abnormaal warme dag (30 °C).
Zijn beste |marathon liep Cherigat in 2002 in San Sebastian. Daar finishte hij in een tijd van 2:09.34. Andere goede resultaten zijn: derde op de New York City Marathon in 2004 (2:10.00) en vierde op de Boston Marathon in 2003 (2:11.28). In 2001 debuteerde hij op de marathon in Boston met een tiende finishtijd van 2:14.21.
De laatste jaren traint hij onder begeleiding van zijn coach Dieter Hogen en specialiseert hij zich in de marathon. In 2004 liep hij geen andere wedstrijden naast de twee marathons in Boston en New York.
Timothy Cherigat werkt in het Keniaanse leger als korporaal bij de marine. Daarnaast traint hij als een fulltime atleet in Iten (Kenia) of Boulder (VS). Cherigat woont met zijn familie in Chekorio, dat vlak bij Eldoret ligt. Hij houdt van gospelmuziek en preekt zo nu en dan in Christelijke kerken.
Een andere atleet uit hetzelfde team (KIMbia Athletics) van Cherigat is Daniel Komen. Hij inspireerde hem en groeide op in hetzelfde district. Op school en in de eerste wedstrijden liepen de twee tegen elkaar.

## Persoonlijke records
| Onderdeel      | Prestatie | Datum            | Plaats         |
| -------------- | --------- | ---------------- | -------------- |
| halve marathon | 1:01.23   | 26 maart 2000    | Ivry-sur-Seine |
| 30 km          | 1:30.25   | 9 oktober 2005   | Chicago        |
| marathon       | 2:09.34   | 24 november 2002 | San Sebastian  |

## Palmares

### 10 km
- 2000:  Swansea - 29.09
- 2000:  Fila Running Fitness Auckland Castle in Durham - 29.07

### 15 km
- 1999:  KAAA Road Race in Nairobi - 50.40

### 10 Eng. mijl
- 2000:  Mizuno Erewash Classic - 46.28

### halve marathon
- 1999:  halve marathon van Machakos - 1:03.57
- 2000:  halve marathon van Vitry-sur-Seine - 1:01.22
- 2000: 4e halve marathon van Philadelphia - 1:01.39
- 2000: 5e Route du Vin - 1:02.52
- 2000:  halve marathon van Stroud - 1:02.25
- 2003:  halve marathon van Boston - 1:04.03

### marathon
- 2001: 10e Boston Marathon - 2:14.21
- 2001:  marathon van Monaco - 2:13.54
- 2002:  marathon van San Sebastian - 2:09.34
- 2003: 4e Boston Marathon - 2:11.28
- 2003: 11e New York City Marathon - 2:15.57
- 2004:  Boston Marathon - 2:10.37
- 2004:  New York City Marathon - 2:10.00
- 2005: 6e Boston Marathon - 2:15.19
- 2005: 8e Chicago Marathon - 2:10.34
- 2006: 12e Boston Marathon - 2:16.09
- 2008: 6e Boston Marathon - 2:14.13
- 2008:  Chicago Marathon - 2:11.39
- 2009: 10e Boston Marathon - 2:13.04